# Хардмейер, Томас
Томас Хардмейер (нем. Thomas Hardmeier; род. 16 февраля 1965, Цюрих, Швейцария) — швейцарский кинооператор. Самые известные его работы в фильмах «22 пули» и «Ив Сен Лоран». Лауреат премии Сезар и Премии Люмьер 2014 года за лучшую операторскую работу в фильме «Невероятное путешествие мистера Спивета».

## Биография
Томас Хардмейер родился 16 февраля 1965 года в Цюрихе, Швейцария. С 1986 по 1991 годы работал первым ассистентом кинооператора. Начиная с 1994 года работает преимущественно во Франции и в международных проектах.
С 1996 года Хардмейер член Ассоциации французских кинооператоров (IFC), а с 2014 — Европейской киноакадемии.
В 2014 году за фильм «Невероятное путешествие мистера Спивета» получил премию «Сезар» как лучший оператор; в 2015 году номинировался на «Сезар» за фильм «Ив Сен Лоран» режиссера Джалиля Леспера.
Томас Хардмейер имеет швейцарское и французское гражданство. Живет в Женеве и в Париже. Свободно владеет французским, немецким и французским языками.